# Ammonoencyrtus
Ammonoencyrtus is een geslacht van vliesvleugeligen uit de familie Encyrtidae. De wetenschappelijke naam van dit geslacht is voor het eerst geldig gepubliceerd in 1964 door De Santis.

## Soorten
Het geslacht Ammonoencyrtus omvat de volgende soorten:
- Ammonoencyrtus bonariensis (Brèthes, 1922)
- Ammonoencyrtus californicus (Compere, 1925)
- Ammonoencyrtus carolinensis (Meyer, 2001)